# Tomas Northug
Tomas Northug (Mosvik, 19 aprile 1990) è un ex fondista norvegese.
È fratello di Petter ed Even, a loro volta fondisti di alto livello.

## Biografia
In Coppa del Mondo ha esordito l'11 marzo 2010 a Drammen (30°) ed ha ottenuto la prima vittoria, nonché primo podio, il 17 gennaio 2015 a Otepää. Ai Mondiali di Falun 2015, suo esordio iridato, si è classificato 6º nella sprint.

## Palmarès

### Mondiali juniores
- 3 medaglie:
  - 2 ori (sprint, staffetta 4x5 km a Hinterzarten 2010)
  - 1 bronzo (staffetta 4x5 km a Praz de Lys - Sommand 2009)

### Coppa del Mondo
- Miglior piazzamento in classifica generale: 31º nel 2015
- 1 podio (individuale)
  - 1 vittoria

#### Coppa del Mondo - vittorie
| Data            | Località | Nazione | Disciplina |
| --------------- | -------- | ------- | ---------- |
| 17 gennaio 2015 | Otepää   | Estonia | Sprint TC  |

Legenda:

TC = tecnica classica